# Kranzburg (Dakota Południowa)
Kranzburg – miasto w Stanach Zjednoczonych, w stanie Dakota Południowa, w hrabstwie Codington.